# Marcelina Bautista
Marcelina Bautista Bautista é uma ativista mexicana de direitos humanos e organizadora sindical. Trabalhou como doméstica por 22 anos, começando aos 14 anos. Ela se formou na escola, formou-se na Universidade Ibero-Americana e começou a organizar seus companheiros de trabalho. Ela fundou as organizações Centro de Apoyo y Capacitación para Empleadas del Hogar em 2000 e Sindicato Nacional de Trabajadores y Trabajadoras del Hogar (SINACTRAHO) em 2015.

## Infância e trabalho doméstico
Marcelina Bautista Bautista nasceu em 25 de abril de 1966 em uma família de camponeses mixtecas em Tierra Colorada Apasco, Nochixtlán, Oaxaca, uma cidade com cerca de 500 habitantes. Ela cresceu ao lado de 11 irmãos falando Mixtec, e tinha aspirações de se tornar advogada.
Aos 14 anos, após concluir o ensino fundamental, foi forçada a viajar para a Cidade do México para trabalhar e sustentar a família. Ela sabia muito pouco espanhol e vagou pelas ruas até encontrar uma placa que dizia "procurando um criado". Ela foi empregada doméstica por 22 anos, cuidando de crianças e tarefas domésticas. Como empregada doméstica, ela sofreu discriminação e exploração. Ela era mal paga por seu empregador e espancada por não saber usar uma máquina de lavar.

## Educação e ativismo social
Bautista concluiu os estudos enquanto trabalhava em período integral. Ela passou três anos aprendendo sobre as leis trabalhistas mexicanas e a Constituição. Formou-se em Comunicação e Sociedade Civil pela Universidade Ibero-Americana. Em 1988, viajou para Bogotá, na Colômbia, e participou do Primeiro Encontro Latino-Americano e Caribenho de Trabalhadoras Domésticas. Ela começou a organizar trabalhadores domésticos na mesma época, reunindo-se em um parque na zona norte da Cidade do México.
Bautista fundou a organização Centro de Apoyo y Capacitación para Empleadas del Hogar (CACEH) em 2000. Por meio da organização, ela promoveu os direitos das trabalhadoras domésticas e iniciou o processo de sindicalização delas. Foi a primeira associação civil mexicana dedicada à defesa dos direitos dos trabalhadores domésticos. Por meio do CACEH, Bautista buscou reformas legais exigindo que os empregadores inscrevessem seus trabalhadores na previdência social.
Bautista continuou organizando trabalhadores domésticos e se tornou um dos principais ativistas lutando por seus direitos no México. De 2006 a 2012, atuou como Secretária Geral da Confederación Latinoamericana y del Caribe de Trabajadoras del Hogar (CONLACTRAHO). Foi coordenadora regional da Red Internacional de Trabajadoras del Hogar de 2009 a 2013. Bautista participou da criação e aprovação da Convenção sobre Trabalhadores Domésticos, que estabeleceu normas trabalhistas para trabalhadores domésticos e foi adotada pela Organização Internacional do Trabalho em 2011. Foi coordenadora regional para a América Latina da Federación Internacional de Trabajadoras del Hogar (FITH) de 2013 a 2016. Ela fundou o Sindicato Nacional de Trabajadores y Trabajadoras del Hogar (SINACTRAHO) em 2015.
Em 2019, Bautista foi convidado a participar do 91º Oscar por Alfonso Cuarón, diretor do filme Roma de 2018, que segue a vida de uma governanta residente.

## Prêmios
- Prêmio Hermila Galindo da Comissão de Direitos Humanos do Distrito Federal (2006)
- Prêmio de Direitos Humanos da Friedrich Ebert Stiftung (2010)
- Premio Nacional por la Igualdad y la No Discriminación concedido pelo Conselho Nacional para a Prevenção da Discriminação (2013)
- Medalha Omecíhuatl (2017)
- 100 Mulheres da BBC (2021)